# Cospedal (San Emiliano)
Cospedal es una localidad del municipio leonés de San Emiliano, en la Comunidad Autónoma de Castilla y León.
La iglesia está dedicada a san Pedro Apóstol.

## Localidades limítrofes
Confina con las siguientes localidades:
- Al noreste con La Majúa.
- Al este con San Emiliano.
- Al sureste con Villasecino.
- Al suroeste con Riolago y Huergas de Babia.
- Al oeste con Robledo de Babia.

## Demografía
Evolución de la población
| Gráfica de evolución demográfica de Cospedal entre 2000 y 2023     |
|                                                                    |
| Población de derecho (2000-2023) según el padrón municipal del INE |

## Historia

### SigloXIX
Así se describe a Cospedal en la página 143 del tomo VII del Diccionario geográfico-estadístico-histórico de España y sus posesiones de Ultramar, obra impulsada por Pascual Madoz a mediados del siglo XIX:

COSPEDAL o COHOSPEDAL

Lugar en la provincia de León, partido judicial de Murias de Paredes, diócesis de Oviedo, audiencia territorial y capitanía general de Valladolid, ayuntamiento de La Majúa. 
Situado en un vallecito al pie de una montaña que divide a Asturias del reino de León; le combaten los vientos del N y E, y disfruta de clima sano aunque frío. 
Tiene iglesia parroquial (San Pedro), servida por un cura de ingreso y patronato laical; una ermita dedicada a San Antonio; escuela de primeras letras dotada con 100 reales y una módica retribución de los niños; y una fuente de buenas aguas para consumo del vecindario. 
Confina N las montañas que dividen esta provincia de la de Asturias; E La Majúa; S Riolago, y O Robledo. 
El terreno es de buena calidad, y le fertilizan las aguas de un río llamado Mayor. Los caminos locales, exceptuando el que dirige a León, y los que pasan a Asturias por los puertos de Ventana y la Mesa; recibe la correspondencia de aquella ciudad por valijero. 
Producciones: centeno, trigo, cebada, legumbres y pastos; cría ganado vacuno, lanar y caballar; caza de varios animales y alguna pesca. Industria: fabricación de paños del país. 

Población, riqueza y contribución (V. el artículo de ayuntamiento).